# A. J. Mohammad Ali
A. J. Mohammad Ali, mort le 2 mai 2024, est un avocat bangladais qui a occupé la fonction de 12e procureur général du Bangladesh, de 2005 à 2007.

## Carrière
Le père d'Abdul Jamil Mohammad Ali, M. H. Khandaker, a été le premier procureur général du Bangladesh. Ali a été inscrit pour exercer à la Haute Cour en 1980 et à la Division d'appel en 1985. Il a été nommé procureur général adjoint le 23 octobre 2001 et procureur général, par le président Iajuddin Ahmed, le 30 avril 2005, en remplacement d'A. F. Hassan Ariff qui a démissionné. Il a démissionné de ce poste le 24 janvier 2007. Peu après l'arrivée du président Iajuddin Ahmed à la tête du gouvernement intérimaire, des groupes d'avocats ont exigé la démission d'Ali, l'accusant de partialité envers le Parti nationaliste du Bangladesh et ses alliés. Ali a également été sévèrement critiqué après que le président de la Cour suprême, Syed J. R. Mudassir Husain, a suspendu une décision de justice concernant des recours en justice contre Iajuddin, ce qui a entraîné des actes de vandalisme de la part d'un groupe d'avocats à la Cour suprême. L'association du barreau de la Cour suprême a depuis lors demandé sa démission,. Ali a refusé de rencontrer les journalistes pour expliquer les raisons de sa démission mais un proche du procureur général a déclaré que c'était pour raisons personnelles.
A. J. Mohammad Ali a été président de l'Association du barreau de la Cour suprême et président du comité exécutif du Conseil du barreau du Bangladesh.
A. J. Mohammad Ali a été l'avocat de l'ancien Premier ministre du Bangladesh, Bégum Khaleda Zia, dans l'affaire de corruption du Zia Orphanage Trust,. Elle avait la charge et la domination du Fonds de l'orphelinat du Premier ministre, un fonds public, et une énorme somme d'argent dudit fonds a été utilisée et détournée de manière malhonnête par Zia. Il a également été l'avocat de Moudud Ahmed.